# 白糸の滝 (糸島市)
白糸の滝（しらいとのたき）は、福岡県糸島市の羽金山の中腹に位置する滝。落差は24m。福岡県の名勝に指定されている。

## 概要
滝周辺には、約5000株のアジサイが植樹されており、6月中旬から7月上旬にかけて見頃を迎える。ヤマメ釣り体験やそうめん流しなども楽しめるほか、食事処「四季の茶屋」では、ヤマメを使った定食やそば打ち体験ができる。

## 交通アクセス
- 前原インターチェンジより車で20分[2]。
- 糸島市コミュニティバス（白糸線）白糸バス停から徒歩25分[2]。